# Czosnówka
Czosnówka is een plaats in het Poolse district  Bialski, woiwodschap Lublin. De plaats maakt deel uit van de gemeente Biała Podlaska en telt 700 inwoners.